# Choren Oganesjan
Choren Oganesjan (arménsky Խորեն Հովհաննիսյան; * 10. ledna 1955), známý jako Choren Hovhannisjan, je bývalý arménský fotbalista, který hrál jako záložník. Po skončení aktivní kariéry se stal trenérem. Byl vybrán do seznamu UEFA Jubilee 52 Golden Players.
Hrál za reprezentaci SSSR. Na klubové úrovni hrál nejdéle za Ararat Jerevan. Ve oficiálních 295 zápasech sovětské ligy vstřelil 93 gólů.